# Amastus bolivari
Amastus bolivari är en fjärilsart som beskrevs av De Toulgoët 1990. Amastus bolivari ingår i släktet Amastus och familjen björnspinnare. Inga underarter finns listade i Catalogue of Life.